# Bobry (Prostki)
Bobry (deutsch Bobern (Südteil)) ist ein Dorf in der polnischen Woiwodschaft Ermland-Masuren, das zur Landgemeinde Prostki (Prostken) im Powiat Ełcki (Kreis Lyck) gehört.

## Geographische Lage
Bobry liegt im südlichen Osten der Woiwodschaft Ermland-Masuren, zehn Kilometer südlich der Kreisstadt Ełk (Lyck).

## Geschichte
Bobry in der Gmina Prostki ist der südliche Teil des vor 1945 zusammenhängenden Dorfes mit dem deutschen Namen Bobern, dessen nördlicher  Teil heute in der Gmina Ełk (Landgemeinde Lyck) liegt und  als Bobry (Ełk) mit dem 600 Meter entfernten Bobry (Prostki) in seiner Geschichte identisch ist. Nicht belegt ist das Datum der Trennung beider Teile nach 1945.
Ab 1539 wurde das kleine Dorf mit Gut Bobern als Zilkowen (vor 1785) bzw. Bobren (nach 1785) erwähnt. Zwischen 1874 und 1945 war der Ort in den Amtsbezirk Ostrokollen (polnisch Ostrykół) eingegliedert, der – 1938 in Amtsbezirk Scharfenrade umbenannt – zum Kreis Lyck im Regierungsbezirk Gumbinnen (ab 1905 Regierungsbezirk Allenstein) in der preußischen Provinz Ostpreußen gehörte.
Bobern verzeichnete im Jahre 1910 insgesamt 198 Einwohner. Ihre Zahl verringerte sich bis 1933 auf 183 und belief sich 1939 noch auf 178.
Aufgrund der Bestimmungen des Versailler Vertrags stimmte die Bevölkerung im Abstimmungsgebiet Allenstein, zu dem Bobern gehörte, am 11. Juli 1920 über die weitere staatliche Zugehörigkeit zu Ostpreußen (und damit zu Deutschland) oder den Anschluss an Polen ab. In Bobern stimmten 120 Einwohner für den Verbleib bei Ostpreußen, auf Polen entfiel keine Stimme.
In Kriegsfolge kam Bobern 1945 mit dem gesamten südlichen Ostpreußen zu Polen und erhielt die polnische Namensform Bobry. Heute ist der Ort Sitz eines Schulzenamtes (polnisch Sołectwo) und somit eine Ortschaft im Verbund der Landgemeinde Prostki (Prostken) im Powiat Ełcki (Kreis Lyck), bis 1998 der Woiwodschaft Suwałki, seither der Woiwodschaft Ermland-Masuren zugehörig.

## Religionen
Bis 1945 war Bobern in die evangelische Pfarrgemeinde von Ostrokollen (1938–1945: Scharfenrade, polnisch Ostrykół) in der Kirchenprovinz Ostpreußen der Evangelischen Kirche der Altpreußischen Union sowie in die römisch-katholische Kirche St. Adalbert Lyck (Ełk) im Bistum Ermland eingepfarrt.
Heute verfügt Bobry über eine eigene katholische Kirche, eine Filialkirche der Pfarrei in Nowa Wieś Ełcka (deutsch Neuendorf) im Bistum Ełk der Römisch-katholischen Kirche in Polen. Die evangelischen Einwohner halten sich zur Kirchengemeinde in der Stadt Ełk (Lyck), einer Filialgemeinde der Pfarrei in Pisz (Johannisburg) in der Diözese Masuren der Evangelisch-Augsburgischen Kirche in Polen.

## Verkehr
Bobry liegt westlich der polnischen Landesstraße 65 (hier in einem Abschnitt der einstigen deutschen Reichsstraße 132) und ist sowohl von Zdunki (deutsch Sdunken, 1938–1945 Ulrichsfelde) über Bobry als auch – auf den Nebenstraße 1868N – von Niedźwiedzkie (deutsch Niedzwetzken, 1936–1945 Wiesengrund) nach Miechowo (Miechowen, 1938–1945 Niederhorst) und Borki (Borken) zu erreichen.
Eine Bahnanbindung besteht nicht.